# Endosexualidad
La endosexualidad se refiere a las personas cuyas características sexuales innatas cumplen los parámetros biológicos, médicos y sociales para hembra o macho. Es el antónimo de intersexualidad.

## Etimología y significado
El prefijo endo- proviene del griego antiguo ἔνδον —éndon—, que significa "interior, interno", mientras que el término —sexo proviene del latín sexus, que a su vez deriva del protoindoeuropeo *sek-, "cortar", que alude a la división en masculino y femenino.

## Desambiguación
El término debe diferenciarse de cisgénero, un antónimo de transgénero, el cual describe alguien cuya identidad de género empareja su sexo asignado al nacimiento.